# Liste der uruguayischen Botschafter in der Deutschen Demokratischen Republik
Der uruguayische Botschafter in Ost-Berlin war der offizielle Vertreter der Regierung in Montevideo bei der Regierung der Deutschen Demokratischen Republik.
Die uruguayische Botschaft befand sich in der Clara-Zetkin-Straße 89, in der weitere Botschaften spanischsprachiger Länder untergebracht waren.
| Ernannt / Akkreditiert | Name                             | Bemerkungen     | ernannt von             | akkreditiert bei | Posten verlassen |
| ---------------------- | -------------------------------- | --------------- | ----------------------- | ---------------- | ---------------- |
| 1977                   | Barón Dupetit Carro              | Geschäftsträger | Aparicio Méndez         | Erich Honecker   | Jan. 1982        |
| Jan. 1982              | Julio Cayetano Durañona Visconti | Geschäftsträger | Gregorio Álvarez        | Erich Honecker   | Dez. 1984        |
| 27. Juni 1986          | Leslie H. Close-Pozzo            |                 | Julio María Sanguinetti | Erich Honecker   | 3. Okt. 1990     |